# Mazandaraner

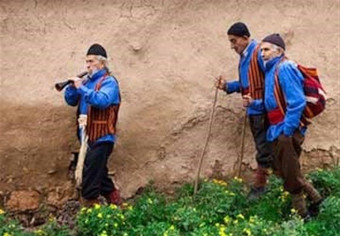
Mazandaraner

Die Mazandaraner oder Masanderaner sind ein nordwest-iranisches Volk, das überwiegend in Iran lebt. Dort machen sie etwa 5,4 % der Bevölkerung aus. Ihre Sprache ist das Mazandaranische.

## Verbreitung

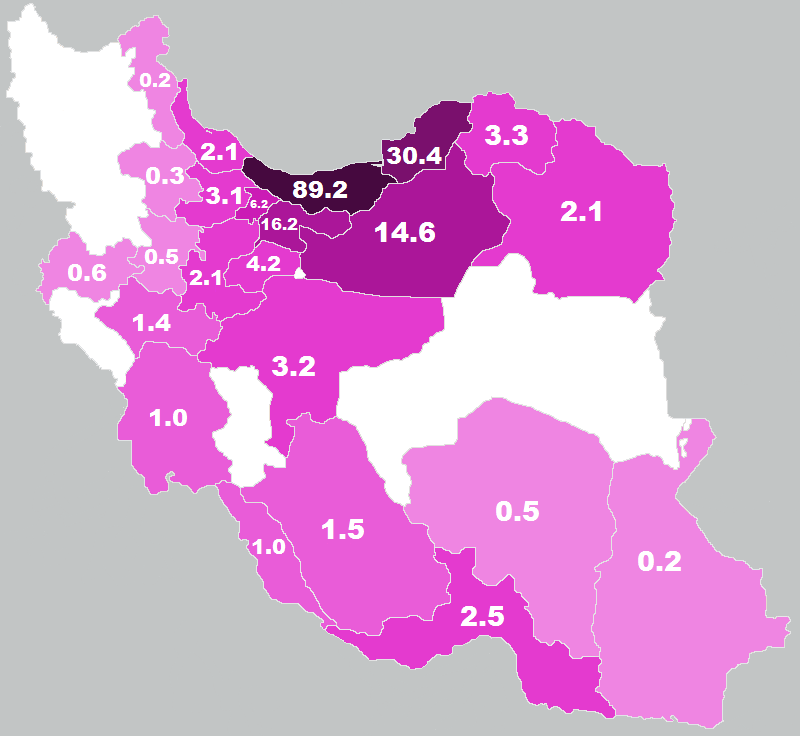
Mazandaraner-Anteil nach Provinz in Iran

Die Mazandaraner leben in der heutigen Islamischen Republik Iran im Norden am Kaspischen Meer und im Elburs-Gebirge. In der Provinz Mazandaran machen sie die Mehrheit aus, auch in den Provinzen Golestan, Semnan, Teheran und Alborz leben einige Mazandaraner. Durch die Auswanderung einiger Iraner leben auch in westlichen Ländern Mazandaraner.